# Tiago Dutra
Pour les articles homonymes, voir Dutra.
Tiago da Silva Dutra, né le 17 septembre 1990, est un footballeur brésilien. Il joue au poste de milieu défensif.

## Biographie

### En club
Tiago da Silva Dutra entre dans le centre de formation de Grêmio en 2006 à l'âge de 16 ans.
Il fait sa première apparition en équipe professionnelle le 5 février 2009 contre Veranópolis Esporte Clube (1-3) pour le compte du Championnat du Rio Grande do Sul, il rentre à la 53e minute à la place de son compatriote Makelele.
Convaincu de son potentiel le club espagnol de Villarreal CF l'achète pour 900 000€ au club brésilien, mais le prête aussitôt au Maccabi Haïfa pour que Tiago s'aguerrisse dans un championnat mineur.
Le 17 octobre 2009, il réalise son premier match en Super Ligue contre Hapoël Beer-Sheva (3-1) en rentrant à la 76e à la place de son capitaine Yaniv Katan.
Quatre jours plus tard le 21, il découvre la Ligue des Champions contre la Juventus FC (0-1) mais son entrée à la place de Lior Rafaelov est catastrophique, huit minutes lui suffit pour récolter un carton rouge.

## Palmarès

### En sélection nationale
- Brésil - 17 ans
  - Coupe sud-américaine - 17 ans
    - Vainqueur : 2007.

## Carrière
| Saison    | Club          | Pays               | Championnat | Coupe nationale  | Coupe continentale | Sélection Brésil |
| --------- | ------------- | ------------------ | ----------- | ---------------- | ------------------ | ---------------- |
| 2009      | Grêmio        | Championnat Gaucho | 1 match     | -                | -                  | -                |
| 2009-2010 | Maccabi Haïfa | Super Ligue        | 2 matchs    | 5 matchs / 1 but | 1 match (C1)       | -                |
| 2010-2011 | Villarreal B  | Liga Adelante      | 8 matchs    | -                | -                  | -                |
| 2011-2012 | Villarreal B  | Liga Adelante      | 3 matchs    | -                | -                  | -                |

Dernière mise à jour le 27 mai 2012